# Shadow of the Comet
Shadow of the Comet (später neuveröffentlicht als Call of Cthulhu: Shadow of the Comet) ist ein Adventure-Computerspiel von Infogrames aus dem Jahr 1993. Das Spiel basiert auf H. P. Lovecrafts Cthulhu-Mythos und verwendet viele Elemente aus Lovecrafts Geschichten Das Grauen von Dunwich und Schatten über Innsmouth. 1995 folgte mit Prisoner of Ice ein Folgetitel in derselben Erzählwelt, der jedoch keine direkte Fortsetzung der Handlung ist.

## Handlung
Die Handlung spielt im Jahr 1910 und dreht sich um den Besuch des jungen britischen Astronomen John Parker im isoliert in New England gelegenen Städtchen Illsmouth (eine Abwandlung von Lovecrafts Innsmouth), wo er die Passage des Halleyschen Kometen beobachten und fotografisch dokumentieren möchte. Ausschlaggebend war für ihn der Fund alter Unterlagen eines Lord Boleskine. Dieser hatte bereits bei der letzten Passage des Kometen im Jahr 1834 die Stadt aufgesucht, da er zu dem Schluss gekommen war, dass durch gewisse Umgebungsbedingungen nahe der Stadt astronomische Objekte klarer und näher betrachtet werden können als irgendwo anders auf der Welt. Er beschloss seine Theorie durch die Beobachtung des Kometen von Illsmouth aus zu überprüfen. Doch etwas Unerwartetes ereignete sich und er wurde wahnsinnig, sodass er den Rest seines Lebens in einer Nervenheilanstalt verbrachte. Parker hat den Wunsch, diese Untersuchung zu einem erfolgreichen Ende zu führen. Doch nach seiner Ankunft gerät Parker in eine dunkle Verschwörung. Er muss die drei Tage zwischen seiner Ankunft und dem Vorbeiflug des Kometen überleben und gleichzeitig herausfinden, was genau sich 1834 zugetragen hat.

## Spielprinzip
Der Spieler schaut frontal auf die Kulisse, vor der sich die Figuren bewegen. Er steuert den Protagonisten Parker mit Hilfe der Pfeiltasten. Per Tastendruck kann Parker mit vorgegebenen Objekten interagieren. Objekte, mit denen eine Interaktion möglich ist, werden durch eine weiße Verbindungslinie zwischen Parkers Auge und dem Objekt hervorgehoben. Einige Objekte können von Parker aufgenommen werden und sind anschließend über ein Inventarfenster aufrufbar. Der Spieler muss verschiedene Interaktions- und Gegenstandsrätsel lösen, um in der Handlung voranzukommen. Die Dialoge werden üblicherweise durch Texteinblendungen wiedergegeben, die in der CD-Fassung vertont wurden. Wichtige Interaktionsabschnitte werden zusätzlich mit bildschirmfüllenden Animationen hervorgehoben, die über die Szenerie gelegt werden. Ein Tagebuch sammelt alle gefundenen Informationen und bewahrt sie für Nachuntersuchungen und die Hinweissuche auf.

## Rezeption
„Von der Güteklasse eines Monkey Island II ist das neue Infogrames-Adventure noch ein ganzes Stück entfernt. Puzzles und Story sind überdurchschnittlich, aber noch lange nicht gut. Die karge Tastatur-und-sonst-nix-Steuerung drückt zudem den Spielkomfort; zu Weihnachten sollte man dem Programmierteam mal einen Maustreiber schenken. Lassen Sie sich aber dadurch nicht den Spaß an einem ansonsten ganz manierlichen und komplexen Grafikadventure verderben.“

Die amerikanische Computer Gaming World lobte die Handlung, Rätsel, Schreibqualität und den „ziemlich ungezogenen, dunklen gallischen Humor“, kritisierte aber auch die fehlende Mausunterstützung und bezeichnete die Interaktion mit Objekten und das Rätsellösen ohne selbige als „schmerzhaft“. Der Tester kam zu dem Urteil, das Spiel sei ein „qualitativ hochwertiges Grafikadventure, das außer technologischem Fortschritt nichts sonderlich Neues biete und in gewisser Weise etwas altmodisch wirke. Dies sei jedoch nicht notwendigerweise eine schlechte Sache“, in Anbetracht der Güte der Handlung.
2011 listete die Website Adventure Gamers Shadow of the Comet auf Platz 74 ihrer Auswahl der besten Adventure-Spiele aller Zeiten.